# Psilochorus redemptus
Psilochorus redemptus là một loài nhện trong họ Pholcidae. Loài này được phát hiện ở Hoa Kỳ và México.